# Michael Degiorgio
Michael Degiorgio (ur. 15 listopada 1962) – piłkarz maltański grający na pozycji obrońcy lub pomocnika. W swojej karierze rozegrał 78 meczów w reprezentacji Malty i strzelił w nich 4 gole.

## Kariera klubowa
Karierę piłkarską Degiorgio rozpoczynał w klubie Ħamrun Spartans. W sezonie 1981/1982 zadebiutował w nim w pierwszej lidze maltańskiej. Grał w nim do końca 1993/1994. W tym okresie wywalczył cztery mistrzostwa Malty w sezonach 1982/1983, 1986/1987, 1987/1988 i 1990/1991. Zdobył też sześć Pucharów Malty w latach 1983, 1984, 1987, 1988, 1989 i 1992 oraz pięć Superpucharów Malty w latach 1987, 1988, 1989, 1991 i 1992.
W 1994 roku Degiorgio przeszedł do Naxxar Lions. Występował w nim przez dwa sezony. W 1996 roku wrócił do Ħamrun Spartans, a w latach 1997–1999 ponownie grał w Naxxar Lions. W latach 1999–2001 występował w zespole Lija Athletic. W 2001 roku po raz drugi wrócił do Ħamrun Spartans. Zakończył w nim swoją karierę w 2003 roku.
| Sezon   | Klub            | Kraj  | Rozgrywki      | Mecze | Bramki |
| ------- | --------------- | ----- | -------------- | ----- | ------ |
| 1981/82 | Ħamrun Spartans | Malta | Premier League | 14    | 0      |
| 1982/83 | Ħamrun Spartans | Malta | Premier League | 14    | 0      |
| 1983/84 | Ħamrun Spartans | Malta | Premier League | 13    | 0      |
| 1984/85 | Ħamrun Spartans | Malta | Premier League | 13    | 0      |
| 1985/86 | Ħamrun Spartans | Malta | Premier League | 11    | 1      |
| 1986/87 | Ħamrun Spartans | Malta | Premier League | 14    | 3      |
| 1987/88 | Ħamrun Spartans | Malta | Premier League | 13    | 0      |
| 1988/89 | Ħamrun Spartans | Malta | Premier League | 16    | 1      |
| 1989/90 | Ħamrun Spartans | Malta | Premier League | 16    | 2      |
| 1990/91 | Ħamrun Spartans | Malta | Premier League | 16    | 4      |
| 1991/92 | Ħamrun Spartans | Malta | First Division | ?     | ?      |
| 1992/93 | Ħamrun Spartans | Malta | Premier League | 18    | 3      |
| 1993/94 | Ħamrun Spartans | Malta | Premier League | 5     | 0      |
| 1994/95 | Naxxar Lions    | Malta | Premier League | 17    | 2      |
| 1995/96 | Naxxar Lions    | Malta | Premier League | 17    | 1      |
| 1996/97 | Ħamrun Spartans | Malta | Premier League | 24    | 2      |
| 1997/98 | Naxxar Lions    | Malta | Premier League | 26    | 3      |
| 1998/99 | Naxxar Lions    | Malta | Premier League | 25    | 0      |
| 1999/00 | Lija Athletic   | Malta | First Division | ?     | ?      |
| 2000/01 | Lija Athletic   | Malta | First Division | ?     | ?      |
| 2001/02 | Ħamrun Spartans | Malta | Premier League | 5     | 0      |
| 2002/03 | Ħamrun Spartans | Malta | Premier League | 3     | 0      |

## Kariera reprezentacyjna
W reprezentacji Malty Degiorgio zadebiutował 7 grudnia 1980 roku w przegranym 0:2 meczu eliminacji do MŚ 1982 z Polską, rozegranym w Gżirze. W swojej karierze grał też w: eliminacjach do Euro 84, MŚ 1986, Euro 88, MŚ 1990, Euro 92 i MŚ 1994. Od 1980 do 1993 roku rozegrał w kadrze narodowej 78 meczów i strzelił w nich 4 gole.